# Mantra (álbum de Sebastián Yatra)
Mantra es el nombre del álbum debut de estudio grabado por el cantautor colombiano Sebastián Yatra, Fue lanzado al mercado por la empresa discográfica Universal Music Latino el 18 de mayo de 2018.
El álbum se caracteriza por el estilo musical único de Yatra, donde hay una fusión con ritmos como el reguetón y la balada romántica. Asimismo, cuenta con parte de canciones que marcaron su éxito como artista, tales como «Traicionera» y «Robarte un beso», esta última también fue incluida en el álbum de estudio de Carlos Vives titulado Vives. De este álbum, se desprenden algunos sencillos como: «Traicionera», «SUTRA», «Alguien robó», «Por perro» y «No hay nadie más». La canción «LOVE» es una de las que se ha utilizado para promocionar musicalmente a la Copa Mundial de Fútbol de 2018 en Rusia.
En este álbum, están incluidas las participaciones de Nacho, Carlos Vives, Wisin, Dálmata, Gianluca Vacchi, Luis Figueroa, Lary Over y el dúo Cali & El Dandee.

## Lista de canciones
| N.º | Título                                                   | Duración |  |
| 1.  | «SUTRA» (con Dálmata)                                    | 3:23     |  |
| 2.  | «Alguien robó» (con Nacho y Wisin)                       | 3:44     |  |
| 3.  | «Quiero decirte»                                         | 3:46     |  |
| 4.  | «Devuélveme el corazón»                                  | 4:04     |  |
| 5.  | «Robarte un beso» (con Carlos Vives)                     | 3:13     |  |
| 6.  | «MANTRA»                                                 | 3:28     |  |
| 7.  | «Sin ti»                                                 | 3:09     |  |
| 8.  | «Como mirarte»                                           | 3:48     |  |
| 9.  | «Traicionera»                                            | 3:49     |  |
| 10. | «En el party»                                            | 3:06     |  |
| 11. | «Como si nada» (con Cali)                                | 3:29     |  |
| 12. | «Magdalena»                                              | 2:57     |  |
| 13. | «LOVE» (con Gianluca Vacchi)                             | 3:10     |  |
| 14. | «No hay nadie más»                                       | 3:19     |  |
| 15. | «Por perro» (con Luis Figueroa y Lary Over)              | 4:05     |  |
| 16. | «Traicionera» (Remix con Cosculluela y Cali y El Dandee) | 3:29     |  |

## Posicionamiento en listas
| Listas (2018)     | Mejor posición |
| ----------------- | -------------- |
| Argentina (CAPIF) | 1              |

## Certificaciones
| País   | Organismo certificador | Certificación           | Ventas certificadas | Ref.  |
| ------ | ---------------------- | ----------------------- | ------------------- | ----- |
| Chile  | IFPI                   | 3x Platino              | 15,000              | [ 7 ] |
| México | AMPROFON               | Diamante+2x Platino+Oro | 450,000             | [ 8 ] |